# إريك جون ستيفنز
اريك جون ستيفنز (بالإنجليزية: Eric John Stephens)‏ هو عسكري أسترالي، ولد في 13 سبتمبر 1895 في بنديجو في أستراليا، وتوفي في 25 يناير 1967 في لاي في بابوا غينيا الجديدة.